# Franjo Lavrenčić
Franjo Lavrenčić (Ljubljana, 1904. – Austrija, 1965.), arhitekt. Jedan je od značajnih projektanata moderne u razdoblju između dva svjetska rata u Bosni i Hercegovini.

## Životopis
Rodio se u Ljubljani 1904. godine. Studirao arhitekturu u Češkoj. U Pragu je upisao Arhitektonski fakultet 1928. godine. Nakon prve godine studija napustio ga je "u želji da stvara arhitekturu". Od 1932. do 1942. godine projektirao je nekoliko značajnih objekata u Sarajevu nekoliko značajnih objekata, u duhu moderne. Poslije rata bila je druga stvaralateljska faza. Bila je osobito plodna i izveo je gradnju niza objekata u Zagrebu i Tuzli. Graditeljska Graditeljska cjelina – stambeno naselje Crni Vrh u Sarajevu proglašena je 2012. godine nacionalnim spomenikom BiH. Zgrada Muzičke škole u Tuzli jedno je od njegovih najboljih ostvarenja, ali zbog ruševnosti objekta nije proglašena za nacionalni spomenik, premda je bila predložena.